# Jardín de Vērmanes
El Jardín de Vērmanes (en letón: Vērmanes dārzs; antiguamente en alemán: Wöhrmannscher Garten) es el jardín público más antiguo de la ciudad de Riga, la capital del país europeo de Letonia, que en la actualidad cuenta con un área de aproximadamente 5 hectáreas (12 acres). El nombre actual es una transliteración letona de los jardines que tenían un nombre originalmente en alemán.
Vermanes fue creado originalmente como el Parque Wöhrmann en 1814 en nombre del Gobernador General de la Gobernación de Livonia Philip Paulucci, sólo un par de años después de que las afueras de Riga fuesen incendiadas durante la invasión francesa de Rusia antes del asedio de Riga. El financiamiento y los terrenos para el parque fueron patrocinados por el Cónsul General prusiano en Riga Johann Christoph Wöhrmann (1784-1843) y su madre Anna Gertrud Wöhrmann (née Abeles, 1750-1827).
El parque fue inaugurado con fiestas el 8 de junio de 1817 como un parque con un vallado de 0,8 hectáreas (2,0 acres) con árboles exóticos, un jardín de rosas y un restaurante. Un obelisco de granito fue erigido en 1829 en el parque como un monumento póstumo a Anna Wöhrmann. El monumento fue desmontado antes de la Segunda Guerra Mundial y recreado en el 2000.